# West Milton (Pennsylvanie)
Pour les articles homonymes, voir West Milton.
West Milton est une census-designated place située dans le comté d’Union, dans le Commonwealth de Pennsylvanie, aux États-Unis. Sa population s’élevait à 900 habitants lors du recensement de 2010.